# Muscolo flessore profondo delle dita
Il muscolo flessore profondo delle dita (chiamato anche muscolo perforante) è un muscolo dell'avambraccio degli esseri umani che agisce determinando la flessione delle dita. È considerato un muscolo estrinseco della mano perché agisce sulle dita della mano mentre il suo ventre muscolare si trova nell'avambraccio.
Insieme, il muscolo flessore lungo del pollice, il muscolo pronatore quadrato e il muscolo flessore profondo delle dita formano lo strato profondo dei muscoli anteriori dell'avambraccio.

## Struttura
Il muscolo flessore profondo delle dita ha origine nei 3/4 superiori della superficie anteriore e mediale dell'ulna, della membrana interossea e della fascia profonda dell'avambraccio. Il muscolo si allarga in quattro tendini (uno per ciascun dito dal 2° al 5°) alla base palmare della falange distale.
Insieme al flessore superficiale delle dita, si caratterizza per i lunghi tendini che scorrono lungo il braccio, attraversano il tunnel carpale e si ancorano sul lato palmare delle falangi delle dita.
Il muscolo flessore profondo delle dita giace in profondità, ma si ancora molto distalmente. Pertanto, i tendini del flessore profondo passano attraverso i tendini del flessore superficiale e finiscono per ancorarsi alle falangi distali. Per questo motivo il muscolo flessore profondo delle dita è anche chiamato muscolo perforante.
I muscoli lombricali della mano nascono dal lato radiale dei suoi tendini.

## Innervazione
Il muscolo flessore profondo delle dita è un muscolo innervato dal nervo interosseo anteriore e dai nervi ulnari.
- La parte mediale del muscolo (che flette il quarto e quinto dito) è innervata dal nervo ulnare (C8, T1)[2]
- La parte laterale del muscolo (che flette il secondo e terzo dito) è innervata dal nervo mediano, in particolare il ramo interosseo anteriore (C8, T1).

È uno dei due muscoli flessori che non è fornito esclusivamente dal nervo mediano (l'altro è il flessore ulnare del carpo).

## Varianti anatomiche
Il tendine dell'indice spesso ha un ventre muscolare separato.

## Funzione
Il muscolo flessore profondo delle dita è un flessore delle articolazioni del polso, metacarpo-falangee e interfalangee.
I muscoli lombricali, i muscoli intrinseci della mano, si attaccano al tendine del flessore profondo delle dita. Pertanto, il muscolo flessore viene utilizzato per aiutare i muscoli lombricali nel loro ruolo di flessori delle articolazioni metacarpo-falangee. 
Dal momento che i muscoli lombricali hanno origine sul lato palmare della mano e si attaccano all'aponeurosi dorsale, la forza viene trasferita dal muscolo flessore profondo delle dita per estendere completamente le dita e anche flettere le articolazioni metacarpo-falangee.
La tensione generata dal flessore profondo delle dita nelle articolazioni più distali è determinata dalla posizione del polso. La flessione del polso provoca un accorciamento muscolare in quel punto, riducendo la tensione che può essere generata più distalmente. Le dita non possono essere completamente flesse se il polso è completamente flesso.

## Galleria d'immagini

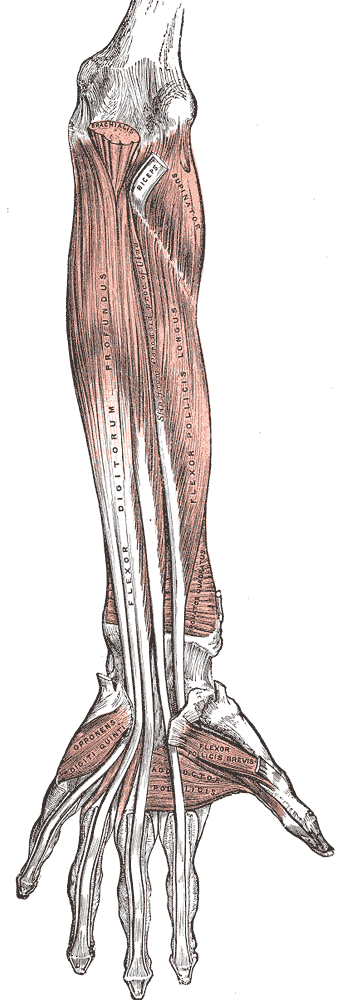
Parte anteriore dell'avambraccio sinistro. Muscoli profondi.
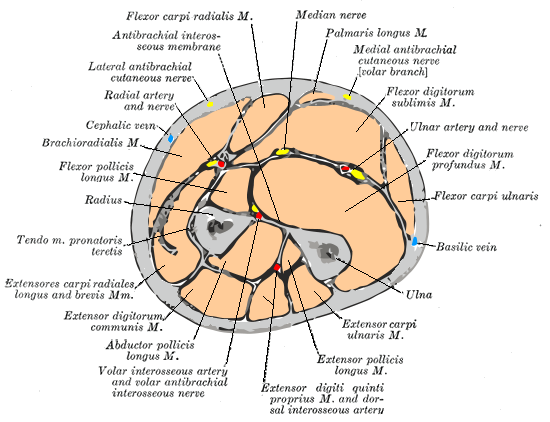
Sezione trasversale attraverso la parte centrale dell'avambraccio.
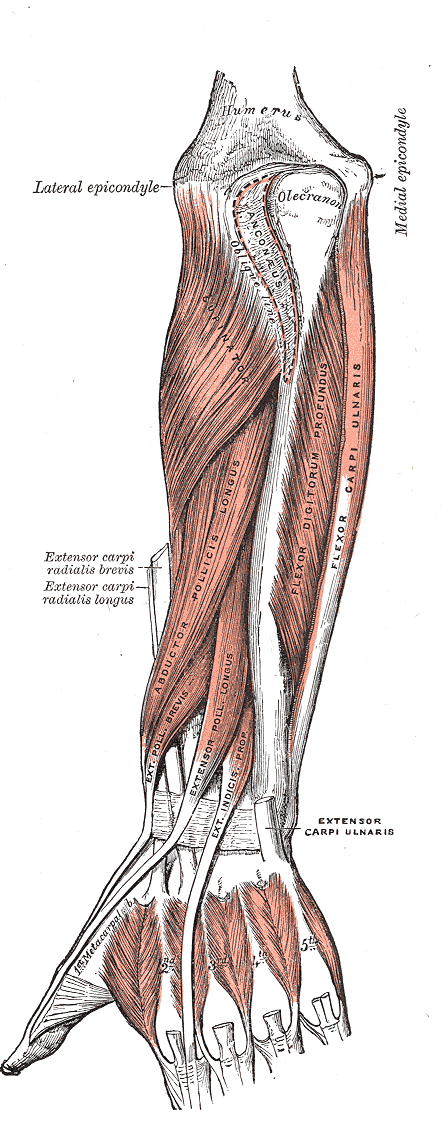
Superficie posteriore dell'avambraccio. Muscoli profondi.
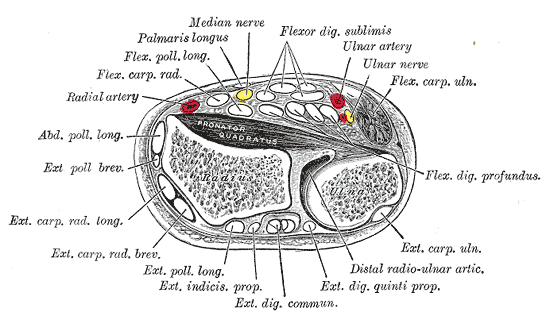
Sezione trasversale attraverso le estremità distali del radio e dell'ulna.
Sezione trasversale attraverso il polso e le dita.
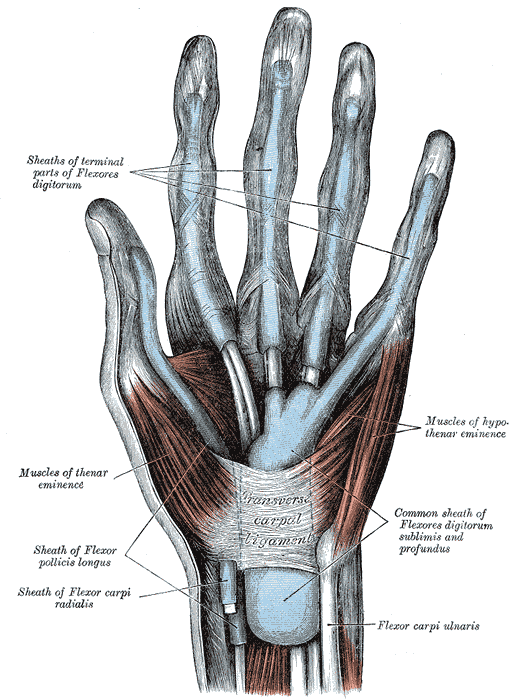
Le guaine mucose dei tendini sulla parte anteriore del polso e delle dita.
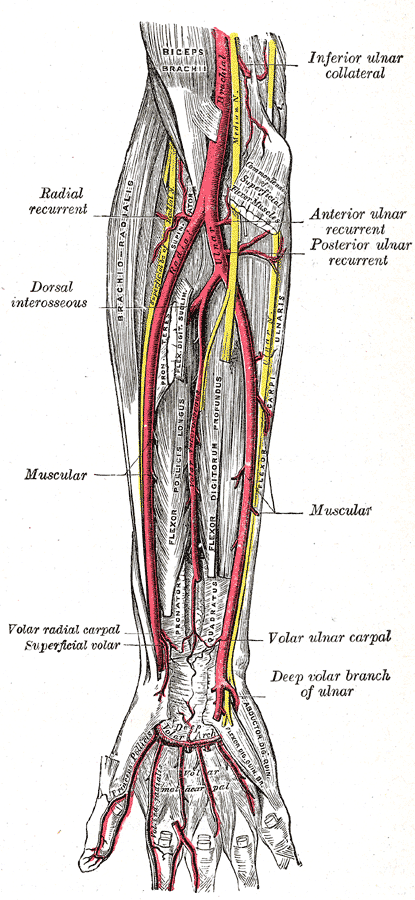
Arterie ulnari e radiali. Visione profonda.
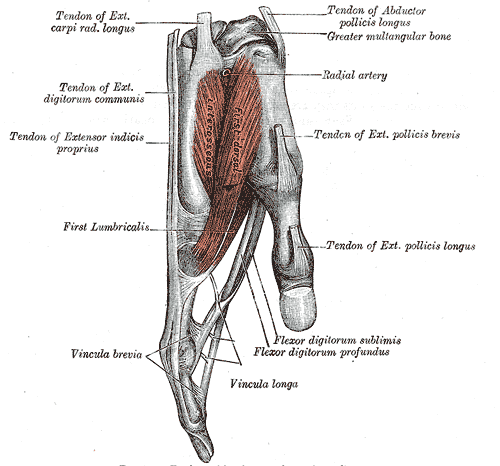
Tendini di indice e vincula tendina. (Il flessore profondo delle dita è etichettato in basso a destra.)
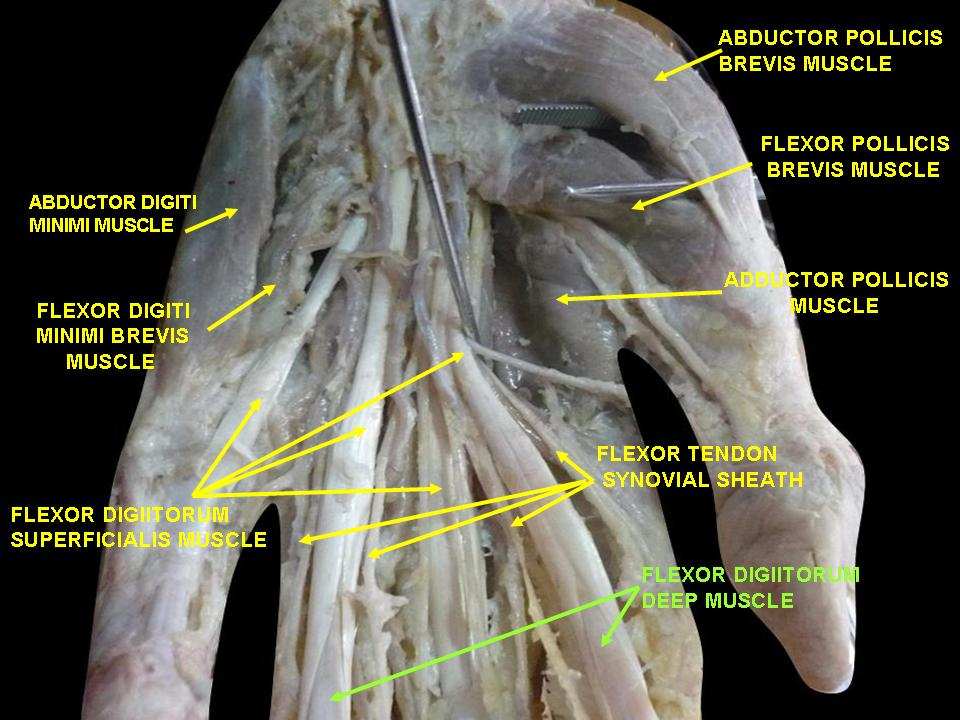
Muscolo flessore profondo delle dita.
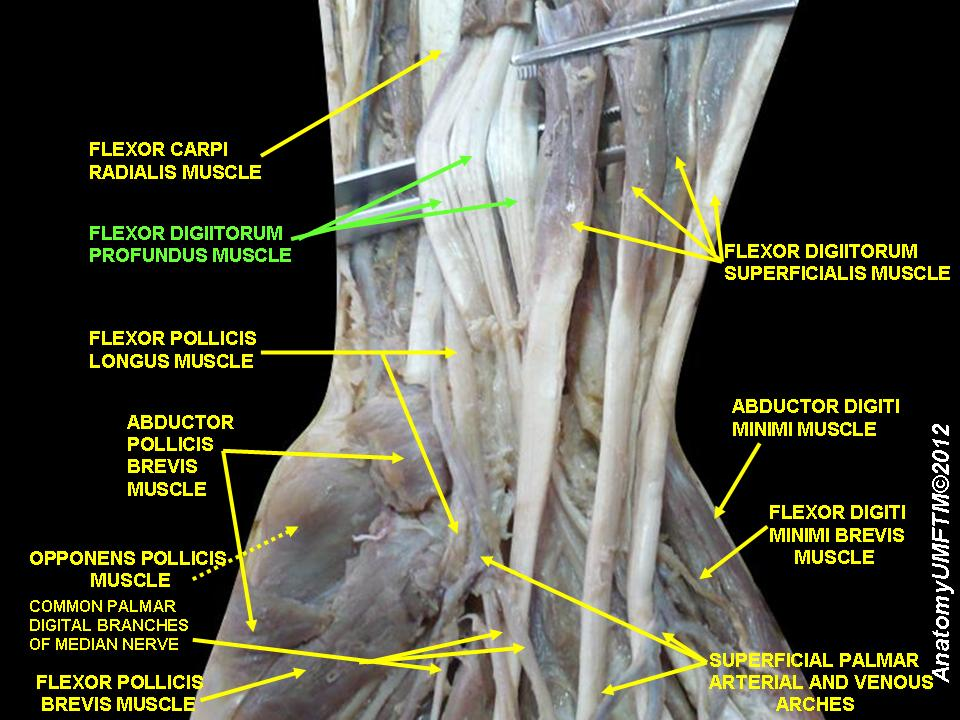
Muscolo flessore profondo delle dita.
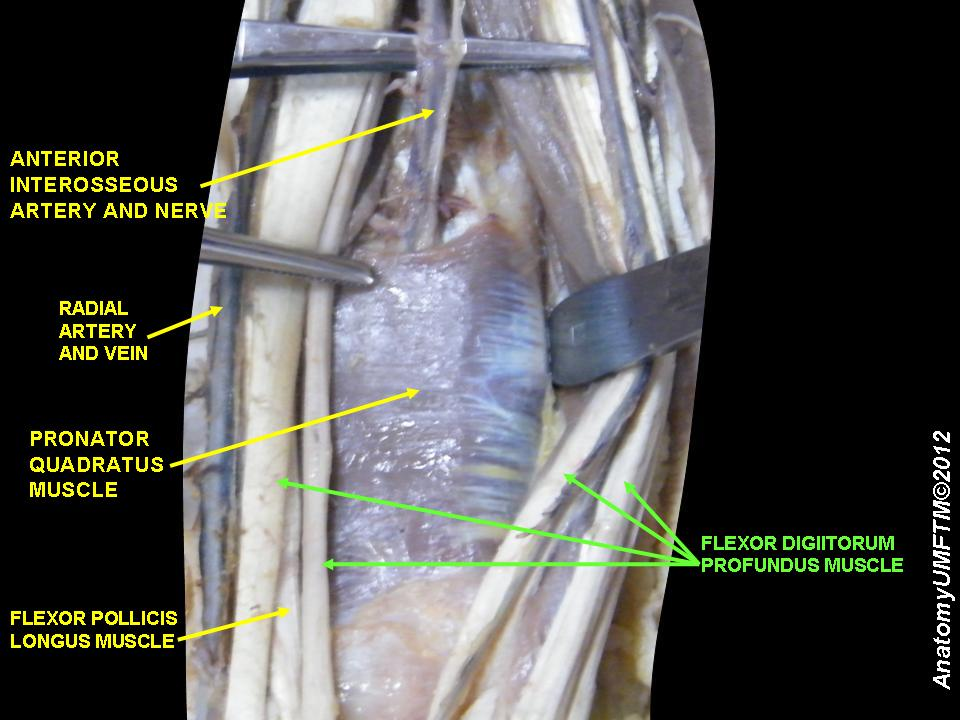
Muscolo flessore profondo delle dita.
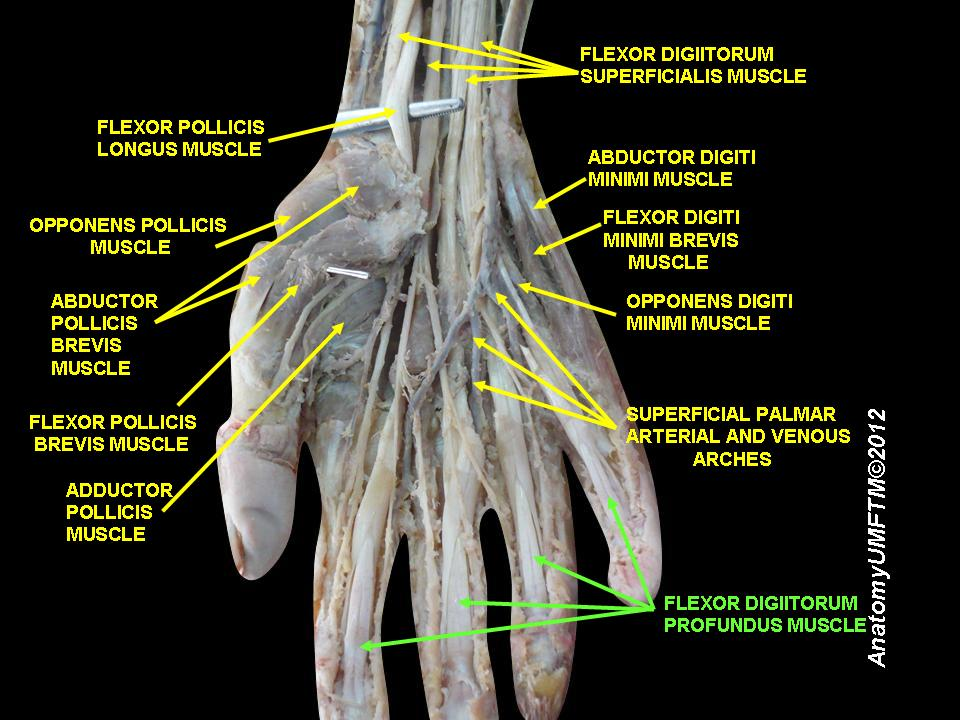
Muscolo flessore profondo delle dita.
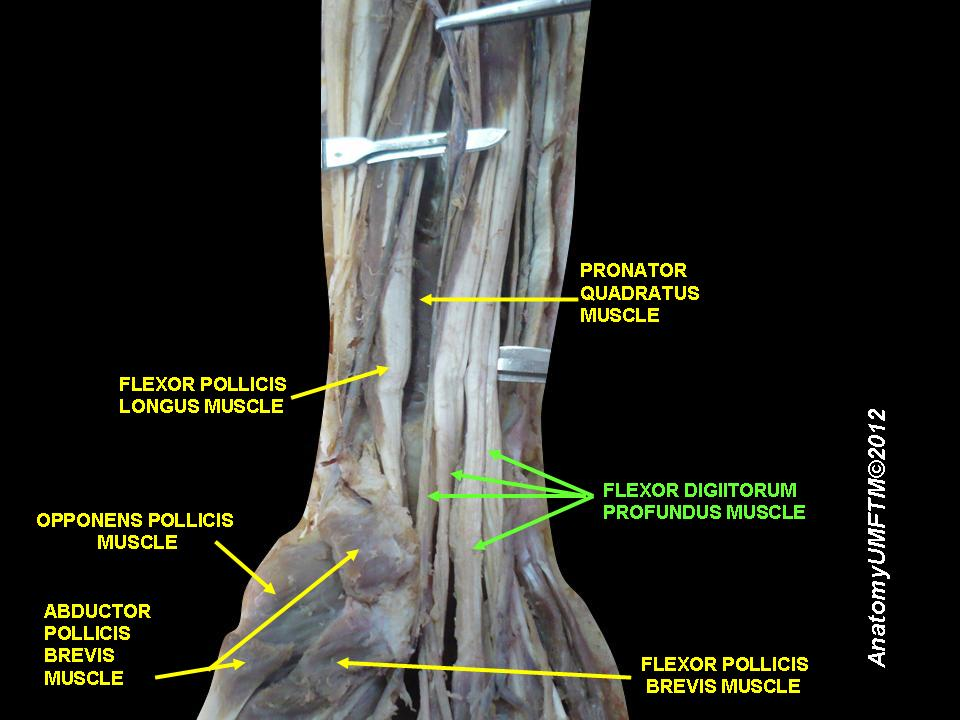
Muscolo flessore profondo delle dita.